# 84-й армейский корпус (вермахт)
84-й армейский корпус (нем. LXXXIV. Armeekorps), сформирован 25 мая 1942 года.

## Боевой путь корпуса
С июня 1942 года — дислоцировался на севере Франции (Нижняя Нормандия).
С июня 1944 — бои в Нормандии против высадившихся американо-британских войск. В августе 1944 — корпус уничтожен в Фалезском котле.

## Состав корпуса
В мае 1944:
- 243-я пехотная дивизия
- 319-я пехотная дивизия
- 352-я пехотная дивизия
- 709-я пехотная дивизия
- 716-я пехотная дивизия

## Командующие корпусом
- С 1 августа 1943 — генерал артиллерии Эрих Маркс (убит 12 июня 1944)
- С 17 июня 1944 — генерал пехоты Дитрих фон Холтиц
- С 30 июля 1944 — генерал-лейтенант Отто Эльфельдт (взят в плен 20 августа 1944)